# Jacques Monod
Jacques Lucien Monod (Parijs, 9 februari 1910 – Cannes, 31 mei 1976) was een Frans biochemicus en auteur, medewinnaar (met François Jacob en André Michael Lwoff) van de Nobelprijs voor Geneeskunde van 1965. Daarnaast is hij ook onderscheiden met onder meer het Franse Legioen van Eer.

## Biografie
Jacques Monod was de zoon van Lucien Hector Monod, een kunstschilder, en Charlotte Todd MacGregor, een Schots-Amerikaanse uit Milwaukee. Toen hij zeven was verhuisde het gezin van Parijs naar Cannes in het zuiden van Frankrijk. Na het afronden van zijn studie aan het College de Cannes in 1928 ging naar Parijs om biologie te studeren aan de Universiteit van Parijs (Sorbonne), waar hij in 1931 zijn bachelordiploma verkreeg aan de Faculté des Sciences.
Gedurende de herfst van 1931 kreeg hij een assistentschap aangeboden aan de Universiteit van Straatsburg in het laboratorium van de Franse bioloog Édouard Chatton. In 1932 keerde hij terug naar Parijs als assistent in het laboratorium Evolutie en Organisch leven, dat onder leiding stond van de Franse bioloog Maurice Caullery. Dankzij de financiële steun van de Rockefeller Foundation mocht de jonge Monod in 1936 met Boris Ephrussi mee naar Amerika om te werken in het laboratorium van Thomas Hunt Morgan aan Caltech.
Na de Tweede Wereldoorlog trad hij in dienst van het Institut Pasteur, waar hij werkzaam was in het laboratorium van André Lwoff. In 1954 werd hij benoemd tot directeur van de celbiologische afdeling, twee verdiepingen lager. Desondanks bleef hij contact houden met de groep van Lwoff. In 1957 werd hij tevens benoemd tot hoogleraar stofwisselingschemie aan de Universiteit van Parijs.
In 1965 werd hem, met de eveneens aan het Institut Pasteur verbonden Franse hoogleraren François Jacob en André Michael Lwoff, de Nobelprijs voor fysiologie of geneeskunde toegekend ‘voor hun ontdekkingen betreffende de genetische besturing van de enzym- en virussynthese’. Nadien stelde hij, samen met Wyman en Changeux, een theoretische verklaring op voor de regulatie door allostere enzymen.
In zijn biochemische werk hield hij zich onder andere bezig met de mechanismen die een rol spelen bij de translatie van genen, onder andere de regulatie door het lac-operon, en postuleerde hij het mRNA als brug tussen het DNA en eiwitten. Monod en Jacob bestudeerden dit in de bacterie E. coli.
Naast biochemicus was Monod ook musicus en wetenschapsfilosoof. Hij schreef onder meer het boekje Le Hasard et la Nécessité. Essai sur la philosophie naturelle de la biologie moderne (Toeval en onvermijdelijkheid) dat een belangrijke bijdrage leverde aan de filosofie van de natuurwetenschappen.
Voorts deed Monod tijdens de Tweede Wereldoorlog verzetswerk. Hij had een leidinggevende functie in het Franse verzet, de Résistance en was als zodanig betrokken bij de voorbereidingen in Frankrijk ten behoeve van de geallieerde invasie in Normandië in juni 1944 (D-Day).
Jacques Monod werd 66 jaar oud. Hij ligt begraven in de Cimetière du Grand Jas in Cannes aan de Franse Rivièra.

## Werken
- Le Hasard et la Nécessité. Essai sur la philosophie naturelle de la biologie moderne (1971)
  - Engelse vertaling: Chance and Necessity: An Essay on the Natural Philosophy of Modern Biology, door Jacques Monod, druk 1971, uitgeverij Alfred A. Knopf - New York, ISBN 0-394-46615-2
  - Nederlandse vertaling: Toeval en onvermijdelijkheid. Proeve van een natuurfilosofie van de moderne biologie, druk 1971, Bruna
- Of Microbes and Life, door Jacques Monod en Ernest Bornek, druk 1971, uitgeverij Columbia University Press, ISBN 0-231-03431-8
- A.M. Lwoff en A. Ullmann (red.), Selected papers in molecular biology by Jacques Monod (1978)